# Antonio Cornazzano

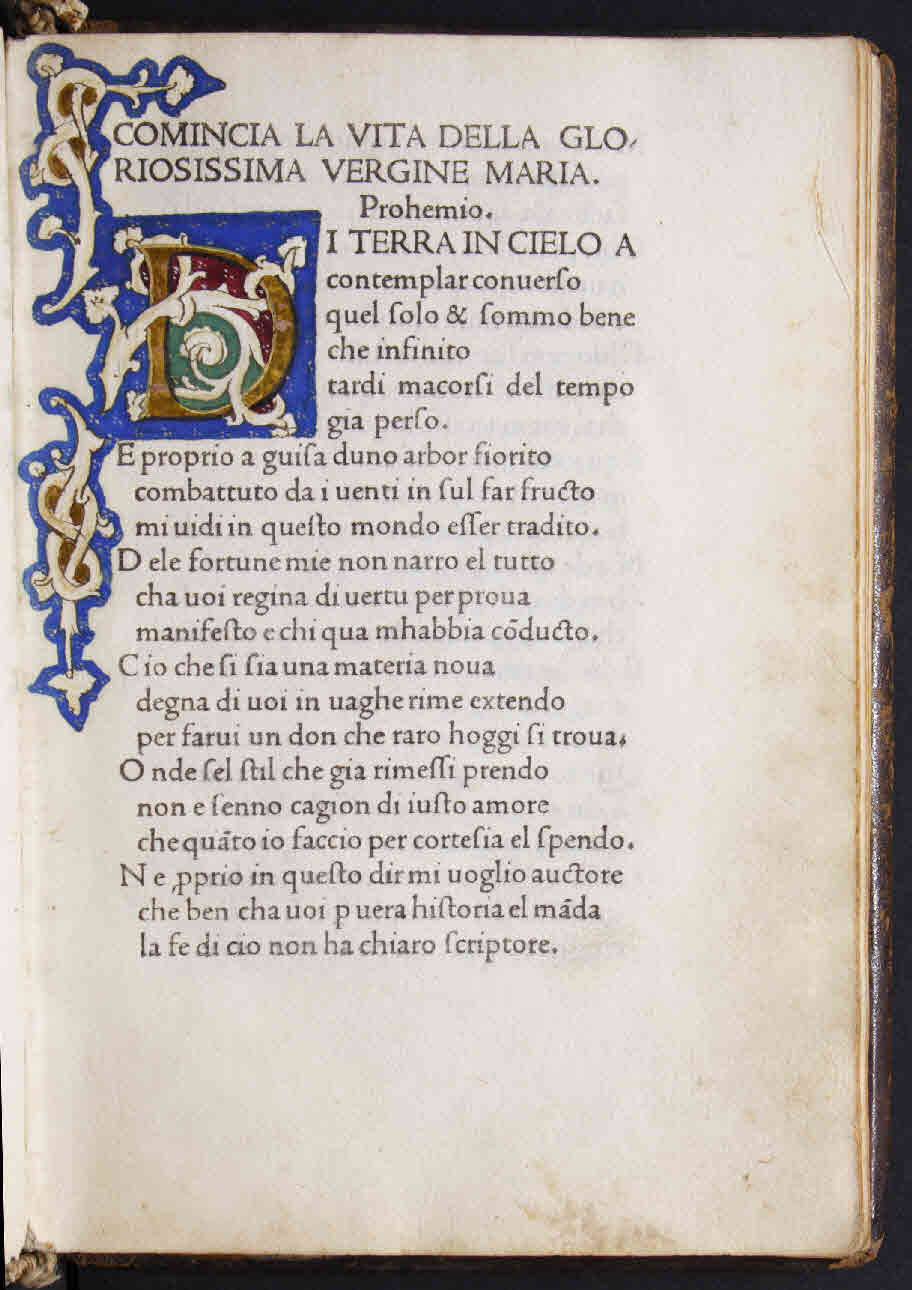
Vita della Vergine Maria, 1471

Antonio Cornazzano. (Piacenza c. 1432 - Ferrara 1484). Poeta y literato italiano del siglo XV. Aunque en un primer momento estudió leyes en la Universidad de Siena, pronto su vocación le llevó al terreno de la literatura.
Compuso un poema épico sobre la trayectoria de Francesco Sforza.
- Datos: Q601697